# Панье, Жозефина
Жозефина Панье (фр. Joséphine Pagnier; род. 4 июня 2002, Понтарлье) ― французская прыгунья с трамплина, участница XXIV зимних Олимпийских игр в Пекине. Призёр юношеских Олимпийских игр 2020 года. 

## Биография
Родилась 4 июня 2002 года в Бургундия — Франш-Конте Франция. С восьмилетнего возраста занимается лыжным спортом, позже упор сделала на прыжки с трамплина. 
В 2015 году она приняла участие в своих первых международных соревнованиях по прыжкам с трамплина в рамках Кубка Альп (OPA), где заняла пятое место. На чемпионате мира среди юниоров 2018 года она завоевала бронзовую медаль в командных соревнованиях. На этапах Кубка мира дебютировала в декабре 2018 года. 
На чемпионате мира в Зеефельде в 2019 году она заняла 31-е место в индивидуальных соревнованиях и седьмое в командных. Затем на этапе Кубка мира в Тронхейме она заняла тринадцатое место и показала свой лучший результат сезона 2018-2019 годов.
Жозефина является серебряным призером в личном зачете и бронзовым призером в смешанных командных соревнованиях Зимних Юношеских Олимпийских играх 2020 года в Лозанне. В 2019 и 2020 годах она становилась чемпионкой Франции по прыжкам на лыжах с трамплина.

### Зимние Олимпийские игры 2022 года
В январе 2022 года была включена в олимпийскую сборную Франции 2022 года. На Олимпиаде в индивидуальных прыжках стала 11-й. 